# José Luis Perez Pastor
Pour les articles homonymes, voir José Luis Pérez et Pérez.
José Luis Perez Pastor est un tireur sportif espagnol.

## Palmarès
José Luis Perez Pastor a remporté les épreuves Colt, Pauly, Versailles et Whitworth Replique aux championnats du monde MLAIC 1996 à Warwick.
Il a fait une 3e place à l'épreuve Kuchenreuter Original aux championnats du monde MLAIC 1998 à Warwick.